# 2011年5月臺灣
| << | 2011年5月 （民國100年） | >> |    |    |    |    |
| \| 日 \| 一 \| 二 \| 三 \| 四 \| 五 \| 六 \| \| 1 \| 2 \| 3 \| 4 \| 5 \| 6 \| 7 \| \| 8 \| 9 \| 10 \| 11 \| 12 \| 13 \| 14 \| \| 15 \| 16 \| 17 \| 18 \| 19 \| 20 \| 21 \| \| 22 \| 23 \| 24 \| 25 \| 26 \| 27 \| 28 \| \| 29 \| 30 \| 31 \| \| \| \| \| \| \| \| \| \| \| \| \| |                         |    |    |    |    |    |
| 臺灣新聞動態／維基新聞 |                         |    |    |    |    |    |
| 世界／中国大陆／臺灣 |                         |    |    |    |    |    |
| 日 | 一                      | 二 | 三 | 四 | 五 | 六 |
| 1 | 2                       | 3  | 4  | 5  | 6  | 7  |
| 8 | 9                       | 10 | 11 | 12 | 13 | 14 |
| 15 | 16                      | 17 | 18 | 19 | 20 | 21 |
| 22 | 23                      | 24 | 25 | 26 | 27 | 28 |
| 29 | 30                      | 31 |    |    |    |    |
| |                         |    |    |    |    |    |

## 5月1日
- 臺南市舉辦鄭成功文化節，延平郡王祠旁的鄭成功文物館還有舉辦「成功啟航──十七世紀船舶文物特展」，「臺灣成功號」在停靠於安平觀光漁市西側碼頭，於今天及5月7、8日開放民眾登船參觀，該展覽將舉辦至明年12月底。維基新聞（页面存档备份，存于）

## 5月2日
- 【體育】楊淑君在世界跆拳道錦標賽女子49公斤級決賽中以2比6敗給中國大陸選手吳靜鈺，奪得銀牌 。NOWnews（页面存档备份，存于）

## 5月3日
- 為了避免「中指蕭事件」再次發生，立法院三讀通過《道路交通管理處罰條例》部分條文修正案，增訂「中指蕭」條款，未來民眾駕車遇消防車、警備車以及工程救險車如不避讓，將吊扣駕照3個月。蕃薯藤新聞—中央社（页面存档备份，存于）自由時報

## 5月4日
- 考試院長關中的長女－關雲娣－曾獲得西班牙聖薩巴斯提安影展的新導演獎，從上海徐家匯27樓的住處墜樓身亡。聯合新聞網/聯合晚報（页面存档备份，存于） 新浪/民視
- 中研院的研發團隊歷經4年時間研發出對抗超級細菌的新藥，最快必須等到6、7年後才能用於臨床上。台視（页面存档备份，存于）

## 5月5日
- 台灣文學作家黃春明因為為了準時趕赴國立宜蘭大學演講差點發生車禍，之後學生珊珊來遲又早退，當場宣佈隔天的演講行程取消。維基新聞（页面存档备份，存于）

## 5月6日
- 長期降水偏低，北中南部各處水庫水位也逼近底限，因此各地展開第一階段限水，台灣自來水公司宣佈自100年5月6日起實施第一階段「離峰時段降低管壓供水」限水措施，以因應旱象。台水 大紀元Archive.today的存檔，存档日期2013-04-25 MSN

## 5月7日
- 台股指數突破9,000點大關，13檔包括日盛金、元太、威達電等股價已創下2011年新高點，傳產股方面則以輪胎股具有強勢的股價。經濟日報 聯合新聞網

## 5月8日
- 佛光山依照傳統在凱道舉辦浴佛大典，慶祝一年一度的母親節與國定紀念日－佛誕節，上千名信眾參加，星雲大師、蕭萬長、吳敦義等人也都全程參與。這是佛光山寺、國際佛光會中華總會第三年在總統府前連續舉辦的盛會。新浪/民視 中時[]

## 5月9日
- 今年第1號強度颱風艾利（Aere）強度颱風逼近恆春一帶，中央氣象局已於5時30分發布今年第一個海上颱風警報。聯合 中央災害應變中心

## 5月10日
- 從今日起赴澳旅遊，在台灣境內持一般中華民國護照的申請人可直接透過指定旅行社取得電子旅遊憑證 （ETA） 。澳大利亞商工辦事處

## 5月11日
- 511地震預言在2011年5月11日台灣時間早上10點42分37秒發生14級的大地震，在民眾與傳媒的見證下不攻自破。台視新聞[永久]

## 5月12日
- 曾犯下殺人案的張士峯被判無期徒刑，在交保後四處恐嚇跑路錢；犯人再次落網後，受害者要求法官將其羈押，檢方及板橋地方法院因考量其犯案後並無逃亡且證據不足，將這高危險犯依財務糾紛交保。自由時報 自由時報
- 台南市南區文南社區因守望相助與治安表現優異，再次被內政部選為全國治安標竿社區，此已是該社區連續3年獲得此殊榮。聯合報 臺南市環保局

## 5月13日
- 12日晚間六輕芳香烴一廠因供料管線瓦斯外洩引起氣爆大火，台塑六輕再次發生工安意外，雲林縣環保局開罰台幣100萬元，並要求停工安檢。這是自2010年7月以來第4起，麥寮鄉民與環保團體要求停工。 NOWnews 中時/中廣

## 5月14日
- 金門迎城隍動員1,246名軍民和小朋友，打造出176公尺長的百節純人力肩扛蜈蚣座陣頭， 正式創下世界上最長純人力最長的蜈蚣座的金氏世界紀錄。中廣 中央社（页面存档备份，存于）

## 5月15日
- 台灣7縣市響應「國際家庭日」，台中、嘉義、台南、新竹、高雄、花蓮、台北等地皆有舉辦活動。高雄、台南有上街頭宣傳相關活動。而台北全國家長聯盟則展開親子下廚活動。Yam天空新聞（页面存档备份，存于） NOWnews 自由時報 國度復興報 MSN新聞 大紀元/中央社（页面存档备份，存于）

## 5月16日
- 即將進入第三十年的2011年新一代設計展，在展覽前夕驚傳主視覺抄襲外國網站事件。維基新聞自由時報鳳凰網[]NOWnews（页面存档备份，存于）

## 5月17日
- 近十年來臺灣GDP大幅提高，但失業率仍高、窮忙族增加、多數上班族實質薪資下降；因此監察院提出糾正案。此糾正案也指出教育部對大學科系之設置政策，未能結合經濟建設等國家發展需求，扮演主動及引導角色，難以根本解決學用落差之問題，造成青年族群及大學以上程度失業率明顯增加。Newtalk（页面存档备份，存于）

## 5月18日
- 衛生署長邱文達在日內瓦舉行的世界衛生大會（WHA）發表演說，表示世衛組織應將台灣參與「WHA的模式」擴展應用到世衛其他場合。 聯合報[] 自由時報

## 5月19日
- 瑞士洛桑國際管理學院（IMD）公佈《2011年世界競爭力年鑑》，中華民國的國家競爭力排名第6，較去年進步2名。「經濟表現」、「政府效能」、「企業效能」與「基礎建設」有提升表現，唯「政府效能」下降。旺報[] 聯合新聞網/經濟日報

## 5月20日
- 菸害防制法修正陷入膠著，目前的共識是擴大菸盒上的警告圖文。吸菸者希望能增設吸菸室及減少禁菸範圍、以尊重吸菸者及減少違法吸菸的情況、也要求一般人多忍受二手菸，也有勞工團體指出強力禁菸會給弱勢族群不便及經濟負擔；但是以社會學原理觀之，不強力禁菸會傷害弱勢族群健康權，因此必須大幅禁菸範圍外也大幅增加禁設吸菸室的場所，以免公司雇員及服務生等弱勢族群被迫進入吸菸區，並有相當有力的研究及實例證明，故一些反菸者要求依照這種學理立法；另一些反菸者雖不反對增設吸菸室，但對二手菸害及吸菸區隔離效果不滿、要求擴大禁菸範圍；而多數反菸者對於執法不彰、禁菸區範圍過小及過多吸菸者侵害他人健康權不滿。一些前例指出，減少吸菸室將會加劇違法吸菸的情況，但不全面禁菸也容易造成許多不吸菸者被迫進入吸菸室、例如服務生及公司雇員是高危險群，而減少吸菸室亦可增加戒菸成功率；另外對吸菸者來說，室外吸菸區還是比室內吸菸區健康。而在吸菸造成的社會成本上，吸菸者認為健康捐是逼他們補貼健保，但實際上相反；中央研究院院士陳建仁的統計顯示，吸菸（及二手菸）造成的社會成本超過菸稅及健康捐收入，而且應該以更嚴格的手段減少青少年吸菸率、進而降低未來的成年吸菸率。也有禁止香菸添加香料的提案，目前美國已經要研議執行這種禁令；其原因是菸商添加香料是為了降低菸臭味，以降低初次吸菸者的不適及二手菸造成的反感，但是這些香料只能降低臭味而不能降低毒性。也有要求警察主動執法取締菸害的提案，目前公權力的執行力實在不足以保障法定拒菸權。公視（页面存档备份，存于） newtalk（页面存档备份，存于） 人間福報（页面存档备份，存于） （參考：美國家庭吸煙預防與煙草控制法）
- iphone應用程式「我愛波波」遭到蘋果公司強制下架，我愛波波這套軟體整理出全臺灣的波蘭醫學院留學生，波蘭醫學院的台籍留學生被認為是訓練過份不紮實的醫學生，卻獲得衛生署承認，而遭到臺灣人抵制，並寫出我愛波波的軟體以供查詢。但是衛生署卻以隱私權為由要求不得公布這些醫生的執業資料；然而許多比臺灣更尊重隱私的國家，都會公布醫師的部分個人資料（其專業相關部分），而且是以很容易查詢的形式公布。NOWnews（页面存档备份，存于）
- 99年水污染防治績效考核，大臺北地區的淡水河獲得特優評比，這是淡水河連續6年獲得特優。中時電子報

## 5月21日
- 台灣具有主控權「中新二號」衛星（ST-2）於凌晨4時38分在南美洲法屬圭亞那庫魯航太中心順利發射成功，替代台灣首顆擁有所有權的中新一號。這顆衛星由中華電信與新加坡電信共同投資，成為台灣擁有主控權的第二顆商業衛星。 NOWnews（页面存档备份，存于） 中時[]
- 中華民國外交部接到消息，2010年3月30日被索馬利亞海盜挾持的日春財68號，被海盜利用當作攻擊母船與美國海軍第五艦隊交火，台籍船長吳來于與2名海盜死亡，船上2名中國大陸籍漁工則被美軍救起。家屬不滿美軍將人、船擊沉海底，希望外交部協助向美軍求償。自由時報/中央社[]

## 5月22日
- 臺北有漁民撈捕淡水河魚類販售，已經流竄全臺，甚至運到高雄加工出口，淡水河的水質不符合水產養殖標準，其魚類並不適合食用販售，這些漁民也知道他們撈捕的魚不能吃。而將這些魚送檢後，結果顯示淡水河魚類真的不合格。但是新北市農業局漁業處處長徐開宇今天針對報載淡水河捕撈毒魚的報導表示，淡水河為當地漁民傳統漁場，並無相關限制不得捕撈；另漁會將在淡水河捕撈漁獲送驗重金屬含量。而且淡水河所含砷大多為無毒性的有機砷。而相關問題必須由中央規定，地方將配合。臺灣蘋果日報-1臺灣蘋果日報-2臺灣蘋果日報-3中央社（页面存档备份，存于）
- 在全台各考區舉行的第一屆北北基聯測與今年第一次國中基測結束。台視（页面存档备份，存于）

## 5月23日
- 今年第2號颱風桑達成形後逐漸往台灣西北西方向移動，全台各地都有下雨情況且有局部豪雨。台視[永久] 中時[永久]
- 2011年台灣塑化劑事件 （單一產品抽驗疑雲，衍伸擴大成一危害國民健康之事件。目前事件最新進展已至6月1日）
- 行政院主計處新聞稿發布指出，民國100年（2011年）四月份人力資源調查統計結果，四月失業率為4.29%，較上月下降0.19個百分點，較上年度四月份亦降1.10個百分點。四月就業率，較上月上升0.18個百分點，較上年度四月份亦增2.25個百分點。就業方向與上月比較，主要增加偏向在服務部門（0.13%）、工業部門（0.17%）、農業部門（0.69%）。但若與上一年度同月比較，服務部門增加（1.69%）、工業部門增加（3.77%）、農業部門減少（1.81%）。  行政院主計處新聞稿（页面存档备份，存于）

## 5月24日
- 眾所矚目的江國慶冤死案，特偵組起訴許榮洲並求刑20年；但涉嫌刑求栽贓誣告的官員全部都以不起訴處分，原因是罪證不足及過法律追訴期。而實際上該冤案仍有刑事責任未過法定追訴期，且特偵組有在缺乏證據仍執意起訴的紀錄。中央社
- 中國國民黨下午召開中山會報，行政院報告有關主計處（23）日公佈的經濟成長統計、失業率及平均薪資水準。透過與會者轉述，馬總統指出，今年四月份失業率已經降到4.29%，較三月份降了0.19個百分點，這是一個不簡單的事情，希望五月份能夠繼續降，但到了六、七、八月因有畢業潮，預計不太容易降，希望到了九月、年底能夠持續往下降，同時就業機會也能持續增加。 中央社

## 5月25日
- 對於台大校長李嗣涔建議台大學生必須改善態度以爭取發展機會，但其中有「不要太在意薪資、上下班時間」等要求不爭取勞動權益的言論。由於目前臺灣勞動權益日漸低落、再加上李嗣涔台大校長的身份，因此被認為是嚴重失言；勞委會主委王如玄表示，她對目前社會新鮮人及勞工的薪資水平並不滿意，希望能和勞工分享經濟成長的果實，企業應該遵守基本勞動法令；而且每個人狀況不同，有些人經濟狀況比較不好，「不在乎薪水不太容易」；她對年輕人的建議是要有生涯規劃及重視自己的權益。中央社

## 5月27日
- 2011年台灣塑化劑事件，黑心起雲劑風波持續擴大，除已廣為人知的DEHP外，檢方和新北市衛生局另外發現土城賓漢公司將可能造成生殖器異常的塑化劑「鄰苯二甲酸二異壬酯（DINP）」，添加在起雲劑中。受害範圍也非常廣泛：有出貨給南部飲料商生產運動飲料，冰淇淋及麵包等也有受害可能，全國最大便利商店系統統一企業旗下也有產品受害。DINP毒性較DEHP弱，但人體代謝時間較久、屬於急毒性，加熱產生霧滴和蒸氣，具刺激性，造成咳嗽、喉嚨痛、眼睛痛、噁心等症狀。環保署毒物管理處檢討過決定最近會將DINP公告列入第四類毒性化學物質列管。自由時報中國時報NOWnews（页面存档备份，存于）

## 5月28日
- 新北市政府及台北市政府同步公告，禁止民眾使用網具（流刺網、投網）在淡水河水域採捕魚類；此禁令不適用關渡宮以下的淡水河流域，因為此段距離出海口近，受潮汐影響大，水質與魚種多與海域相近，無污染之虞。自由時報[]

## 5月29日
- 2011年台灣塑化劑事件：新北市政府召開跨局處會議，並責成各相關局處總動員從下午起兵分4路清查疑含塑化劑產品，並證實有30所以上診所，提供病患搭配藥粉服用的糖漿也被塑化劑汙染。大紀元－中央社（页面存档备份，存于）

## 5月31日
- 位於苗栗縣苗栗市的長春化工廠今天凌晨發生爆炸意外，負責生產聚乙烯醇（PVA）的廠房4、5樓在氣爆後瞬間起火燃燒，經警消搶救1小時內控制火勢，所幸無人傷亡。 NOWnews（页面存档备份，存于）
- 副總統蕭萬長宣布不尋求連任，他將不再與馬英九搭配參選2012總統大選。TVBS（页面存档备份，存于）
- 臺灣第一個環境信託案例「自然谷環境教育基地」在環保署見證下今天宣告成立。三谷主之ㄧ吳杰峰說：他將自然谷信託出去，只為延續最初買地的想法，「保留原始自然給下一代」。中央社
- 現年78歲的美籍修女華淑芳，今天獲頒內政部「馬偕計畫」認證，將同享有臺灣老人些許福利。此福利內容包括交通工具半價、社教機構半價、風景區半價等優惠。「馬偕計畫」認證是總統馬英九於5月21日與馬偕醫院醫療人員座談時所提出，其計畫內容是，凡年滿65歲以上的外國人，取得在台永久居留、且有20年以上的奉獻，將給予若干老人福利。中央社
- 立法院院會今日（5/31）三讀修正通過商標法部分條文，規定未來民眾如果在網路、電子媒體上，販售仿冒品或提供相關服務，將構成侵權行為，最重可處一年以下有期徒刑或併科五萬以下罰金。原廠則可以要求零售價一千五百倍以下的賠償金。另條文也明訂，未來只要是任何具有識別性的標識，不論是文字、圖形、顏色、動態、雷射和聲音，連手機的開機動畫，都可以註冊為商標。 新頭殼newtalk（页面存档备份，存于）